# Заречная (Жирятинский район)
Заречная — деревня в Жирятинском районе Брянской области, в составе Жирятинского сельского поселения. 

## География
Расположена на реке Судость, в 7 км к северо-востоку от села Жирятино.

## История
Образована в 1964 году путём слияния деревень Слепынь (юго-восточная часть, на левом берегу Судости) и Холопье (северо-западная часть, на правом берегу). В период временного расформирования Жирятинского района — в Брянском районе. До 2005 года входила в Страшевичский сельсовет.

## Население
| 2010 | 2013 |
| ---- | ---- |
| 115  | ↗118 |

| Годы      | 1926 | 1979 | 1989 | 2002 | 2010 |
| --------- | ---- | ---- | ---- | ---- | ---- |
| Население | 526  | 240  | 141  | 132  | 115  |